# Xã Fairview, Quận Fulton, Illinois
Xã Fairview (tiếng Anh: Fairview Township) là một xã thuộc quận Fulton, tiểu bang Illinois, Hoa Kỳ. Năm 2010, dân số của xã này là 698 người.